# Júrjaku
Júrjaku  (japonsky 雄略天皇, Júrjaku-tennó; okolo 418 – 479) byl legendární dvacátý první císař Japonska v souladu s tradičním pořadím posloupnosti. Je připomínán jako patron hedvábnictví.
K období života a vlády tohoto císaře nelze přiřadit žádná pevná data, ale všeobecně panuje názor, že vládl od roku 456 do roku 479.

## Legenda
Historici pohlížejí na Júrjakua jako na „legendárního císaře“ 5. století. Teprve 29. císař Kinmei (kolem 509–571) je první, k jehož období vlády dokáže současná historiografie přiřadit ověřitelná data; nicméně standardně přijímaná jména a data prvních císařů byla schválena za „tradiční“ teprve od vlády císaře Kammu (737–806), 50. panovníka dynastie Jamato.
Podle nejstarší dochované japonské kroniky Kodžiki panoval císař Júrjaku od třináctého dne jedenáctého měsíce roku 456 (podle šedesátkového cyklu) až do své smrti sedmého dne osmého měsíce roku 479 (podle šedesátkového cyklu). 
Podle záznamů v kronikách Kodžiki a Nihonšoki byl Júrjaku při narození pojmenován Ohacuse Wakatake (大泊瀬幼武). Júrjaku je jméno, jež mu bylo posmrtně přiděleno v mnohem pozdější době. Byl pátým a posledním synem císaře Ingjóa. Poté co byl jeho bratr Ankó zavražděn, stal se 21. císařem.
Ingjóův titul by dnes nezněl tennó, neboť, jak se mnozí historikové domnívají, tento titul byl zaveden až za vlády císaře Temmu. Spíš by zněl Sumeramikoto či Amenošita Širošimesu Ókimi (治天下大王), což znamená „velký král vládnoucí všemu pod nebesy“. Mohl by také být nazýván ヤマト大王/大君 neboli „velký král dynastie Jamato“.
Roku 463 pozval císař Júrjaku boha hromu z hory Mimuro do císařského paláce a přikázal jednomu ze svých dvořanů, aby božstvo přivedl. Dvořan se vydal na cestu přesvědčen, že kami nebude mít důvod pozvání odmítnout, a jako symbol svého poslání coby císařského kurýra nesl naginatu s červenou zástavou. Netrvalo dlouho a zahřměl hrom. Dvořan vyhledal pomoc kněze (udži no kami) a společně božstvo uložili jako velkého hada do přenosné klece. Tak s ním dvořan předstoupil před císaře. Júrjaku však zanedbal patřičnou rituální očistu a zbožnou zdrženlivost. Bůh hromu projevil svoji nelibost hromobitím a hrozivými ohnivými koulemi. Vystrašený císař si zakryl oči a uprchl do nitra paláce. Velký had byl vrácen na horu Mimuro a císař pak rozhněvanému božstvu přinesl na usmíření mnoho obětí. Tento příběh je zaznamenán v kronice Nihonšoki a v řadě dalších knih, mimo jiné se o něm zmiňuje i britský diplomat, autor a odborník na Japonsko a Koreu William George Aston ve svém díle Šintó, dávné japonské náboženství (Shinto, the Ancient Religion of Japan).
Podle kroniky Nihonšoki měl Júrjaku neovladatelnou a podezřívavou povahu a dopustil se mnoha zlovolných ukrutností. 
Místo, kde byl císař Júrjaku pohřben, není známo. Císař je proto tradičně uctíván v pamětní šintoistické svatyni v Habikinu v  prefektuře Ósaka. Úřad pro záležitosti japonského císařského dvora stanovil toto místo jako císařovo mauzoleum, takže nese formální jméno Tadžihi no Takawaši-no-hara no misasagi.

## Rodina
Císař Júrjaku měl kromě císařovny ještě tři další ženy. Jeho následník, princ Širaka (císař Seinei), byl synem jeho druhé ženy Kacuragi no Karahime. Císařovnou byla princezna Kusaka-no-hatabihime (草香幡梭姫皇女), dcera císaře Nintokua.
1. manželka: Kacuragi no Karahime (葛城韓媛), dcera Kacuragiho no Cubury no Óomiho
- třetí syn: princ Širaka (白髪皇子), později císař Seinei
- princezna Takuhatahime (栲幡姫皇女) † 459, kněžka Saió

2. manželka: Kibi no Wakahime (吉備稚媛) † 479, dcera Kibiho no Kamicumičiho no omiho
- princ Iwaki (磐城皇子) † 479/81
- princ Hošikawa no Wakamija (星川稚宮皇子) † 479

3. manželka: Wani no ominagimi (和珥童女君), dcera Kasugy no Waniho no omi Fukameho
- princezna Kasuga no Óiracume (春日大娘皇女), provdaná za císaře Ninkena

## Poezie
Císařův zájem o poezii patří k těm lépe zdokumentovaným stránkám jeho vlády a povahy. Básně, jež jsou mu připisovány, jsou zahrnuty ve Sbírce bezpočtu listů a řada jeho veršů se dochovala v kronikách Kodžiki a Nihonšoki.